# Oleia bipartita
Oleia bipartita är en tvåvingeart som beskrevs av Andersen och Mendes 2007. Oleia bipartita ingår i släktet Oleia och familjen fjädermyggor. Inga underarter finns listade i Catalogue of Life.